# رابرت ارنشو
رابرت ارنشو (انگلیسی: Robert Earnshaw؛ زادهٔ ۶ آوریل ۱۹۸۱) بازیکن سابق و مربی فوتبال زامبیایی‌تبار اهل ولز است.
از باشگاه‌هایی که در آن بازی کرده‌است می‌توان به باشگاه فوتبال دربی کانتی، باشگاه فوتبال بلکپول، باشگاه فوتبال مکابی تل آویو، باشگاه فوتبال ونکوور وایتکپس، باشگاه فوتبال ناتینگهام فارست، باشگاه فوتبال وست برومویچ آلبیون، باشگاه فوتبال کاردیف سیتی، باشگاه فوتبال شیکاگو فایر، باشگاه فوتبال نوریچ سیتی، و باشگاه فوتبال تورنتو اشاره کرد.
وی همچنین در تیم‌های ملی فوتبال زیر ۲۱ سال ولز و ولز بازی کرده‌است.